# Ruta Nacional 24 (Colombia)
La Ruta Nacional 24 es una ruta colombiana de tipo transversal que inicia en el sitio de Patico (municipio de Puracé), departamento del Cauca, y finaliza en el sitio de Laberinto (municipio de Gigante), departamento del Huila, donde cruza con el tramo 4505 de la Ruta Nacional 45.  

## Antecedentes
La ruta fue establecida en la Resolución 3700 de 1995 teniendo como punto de inicio el sitio de El Crucero (municipio de Popayán), departamento del Cauca y como punto final el sitio de Las Ceibas (municipio de San Vicente del Caguán), en el departamento del Caquetá donde se cruzaría con la Ruta Nacional 65. Dicho trazado Inicial pretendía elaborar una transversal entre el Cauca, los Llanos Orientales y el Piedemonte Amazónico atravesando los Departamentos de Cauca, Huila y Caquetá permitiendo así un paso alternativo en las Cordilleras Central y oriental. Sin embargo, la Resolución 339 de 1999 redefinió la ruta donde el sector entre Laberinto - Las Ceibas fue eliminado mientras que los sectores: Popayán (crucero) - Totoró - Guadualejo y Guadualejo - La Plata pasaron a ser parte de la Ruta 26 y Ruta 37 respectivamente. 

## Descripción de la ruta
La ruta posee una longitud total de 195,47 km. aproximadamente dividida de la siguiente manera:

### Ruta actual[1]
| Código | Tipo  | Recorrido                                | Clasificación SINC                    | PR Inicial | PR Final | Longitud km. |
| ------ | ----- | ---------------------------------------- | ------------------------------------- | ---------- | -------- | ------------ |
| 2401   | Tramo | Patico - Candelaria                      | Circuitos Ecoturisticos Huila - Cauca | 0+0000     | 75+0000  | 75,00        |
| 2402   | Tramo | Candelaria - Laberinto                   | Transversal Huila - Cauca             | 0+0000     | 100+0368 | 100,37       |
| 24HL01 | Ramal | Puerto Nolasco - Nátaga                  | Circuitos Ecoturisticos Huila - Cauca | 0+0000     | 12+0000  | 12,00        |
| 24HL02 | Ramal | Acceso a Itaibe (Cruce Ruta 24 - Itaibe) | Circuitos Ecoturisticos Huila - Cauca | 0+0000     | 5+0000   | 5,00         |
| 24HL03 | Ramal | Cruce Ruta 24 - Tesalia                  | Alternas a la Troncal del Magdalena   | 0+0000     | 3+0100   | 3,10         |

- Total kilómetros a cargo de INVIAS: 195,47 km.
- Total Kilómetros en concesión por la ANI: 0 km.
- Total Kilómetros en concesión departamental: 0 km.
- Total tramos (incluido tramos alternos): 2
- Total pasos o variantes: 0
- Total ramales: 3
- Total subramales: 0
- Porcentaje de vía en Doble Calzada: 0%
- Porcentaje de Vía sin pavimentar: 31%
  -  2401  Patico - Candelaria: 61,37 km. aprox.

### Ruta eliminada o anterior
| Código | Tipo  | Recorrido                               | Situación Actual |
| ------ | ----- | --------------------------------------- | --- |
| 2401   | Ramal | Popayán (crucero) - Totoró - Guadualejo | - 2602 Tramo de la Ruta Nacional 26 |
| 2402   | Ramal | Guadualejo - La Plata                   | - 3701 Tramo de la Ruta Nacional 37 |
| 2403   | Ramal | La Plata - Laberinto                    | - 2402 Tramo de la Ruta Nacional 24 |
| 2404   | Ramal | Cruce Ruta 45 - Guacamayas              | - 2403 Carretera Secundaria Departamental (Cruce Ruta 45 - Límite Caquetá) - Carreteable (Límite Caquetá - Santa Ramos) - Carretera Inexistente (Santa Ramos - Guacamayas) |
| 2405   | Ramal | Guacamayas - Las Ceibas                 | - 2404 Carretera Secundaria Departamental |
| 24HLA  | Paso  | Paso por Tesalia                        | - 24HLA Carretera Secundaria Departamental |
| 24CC01 | Ramal | Cruce Ruta 24 - Paniquita - Miraflores  | - 26CC08 Carretera Secundaria Departamental |
| 24CC02 | Ramal | Ramal a San Andrés                      | - 26CC04 Ramal de la Ruta Nacional 26 |

## Municipios
Las ciudades y municipios por los que recorre la ruta son los siguientes (negrita: recorre por el casco urbano, cursiva: corregimientos, sitios o puntos de referencia donde recorre la ruta, subrayado: antiguos lugares o lugares propuestos de recorrido de la ruta):
- Cauca
  - Popayán: Patico.
  - Puracé: Puracé, parque nacional Natural Puracé, Moscopari, Candelaria.
  - Popayán: Crucero,
  - Totoró: Paniquita, Totoró, Betania.
  - Inzá: La Milagrosa (Acceso), Inzá, San Francisco, El Hato, San Andrés de Pismbalá (Acceso), Juntas, Puerto Valencia.
  - Páez: Guadualejo, Ricaurte (Acceso).

- Huila
  - La Plata: La Estación, Belén, La Argentina (Acceso), Gallego, Villa Losada, La Guinea, La Plata.
  - Paicol: Las Mercedes, Puerto Nolasco, Vereda Matanzas, Paicol
  - Tesalia: Ye de Tesalia, Tesalia (Acceso).
  - Gigante: Laberinto.
  - Campoalegre: Cruce 4505.
  - Algeciras: Tres Esquinas, Algeciras, Límites Caquetá.
- Caquetá
  - Puerto Rico: área rural.
  - San Vicente del Caguán: Guacamayas, Troncales, Las Ceibas.

## Concesiones y proyectos
Actualmente la ruta no posee concesiones ni proyectos a la vista.

## Recorrido
En el detalle de la ruta se hace una breve descripción del trazado inicial de la Ruta Nacional por los principales sitios de Colombia. Las distancias son aproximadas:
| KBHFa |  | Pendiente por realizar | Pendiente por realizar |       |
|       |  |                        |                        | KBHFa |